# Luigi Filippo di Braganza
Luigi Filippo di Sassonia-Coburgo-Gotha Braganza, Duca di Braganza (in portoghese Luís Filipe; Lisbona, 21 marzo 1887 – Lisbona, 1º febbraio 1908), fu l'erede al trono portoghese fino al giorno della sua uccisione.

## Biografia

### I primi anni
Luigi Filippo era nato a Lisbona, figlio primogenito dell'allora principe ereditario Carlo di Sassonia-Coburgo-Gotha Braganza (poi divenuto re con il nome di Carlo I del Portogallo) e della principessa Amelia d'Orléans. Alla nascita gli vennero garantiti i titoli di principe di Beira e duca di Barcelos. In aggiunta, quando suo padre divenne re due anni più tardi, egli ne ereditò il rango di principe ereditario e quello di duca di Braganza.
Egli iniziò a ricoprire incarichi di rilievo nel governo del Portogallo nel 1907 quando fu reggente durante l'assenza del padre impegnato in viaggi all'estero ed in quello stesso anno egli fece la propria prima visita ufficiale nelle colonie portoghesi in Africa.
Dom Luís, come veniva chiamato, fu allievo dell'eroe Joaquim Augusto Mouzinho de Albuquerque e come tutti i Braganza mostrò fin da giovane profonde attitudini alle arti, oltre che all'educazione militare.

### L'assassinio
Luigi Filippo fu ucciso il 1º febbraio 1908 assieme al padre in un attentato. Sebbene sia sopravvissuto per venti minuti al padre non può essere annoverato fra i re del Portogallo, perché la Corona portoghese non prevedeva la successione automatica. Alla sua morte il suo corpo venne sepolto a fianco a quello del padre nel mausoleo di famiglia presso il monastero di São Vicente de Fora, a Lisbona. La successione spettò quindi a suo fratello Manuele II che però regnò fino al 1910 venendo in seguito detronizzato da un colpo di Stato che instaurò la repubblica.
Poco prima della sua morte erano tra l'altro iniziati i concordati per il suo matrimonio con la cugina, la principessa Patricia di Connaught, nipote della regina Vittoria del Regno Unito in quanto figlia del principe Arturo, duca di Connaught e Strathearn e della principessa Luisa Margherita di Prussia.
La salma di Luigi Filippo fu inumata nel Pantheon dei Braganza a Lisbona.

## Successione al trono
Il nuovo re fu il fratello Manuel, che tuttavia due anni dopo venne spodestato da una rivolta.

## Ascendenza
|                                 |                              |                                     | Genitori                                   |  |  | Nonni |  |  | Bisnonni                     |  |  | Trisnonni                             |  |
|                                 |                              |                                     |                                            |  |  |       |  |  | Ferdinando II del Portogallo |  |  | Ferdinando di Sassonia-Coburgo-Kohary |  |
|                                 |                              |                                     |                                            |  |  |       |  |  | Ferdinando II del Portogallo |  |  | Ferdinando di Sassonia-Coburgo-Kohary |  |
|                                 |                              | Maria Antonia di Koháry             |                                            |  |  |       |  |  | Ferdinando II del Portogallo |  |  |                                       |  |
| Luigi del Portogallo            |                              |                                     |                                            |  |  |       |  |  | Ferdinando II del Portogallo |  |  |                                       |  |
|                                 |                              | Maria II del Portogallo             | Pietro I del Brasile                       |  |  |       |  |  |                              |  |  |                                       |  |
|                                 |                              | Maria II del Portogallo             | Pietro I del Brasile                       |  |  |       |  |  |                              |  |  |                                       |  |
|                                 |                              | Maria II del Portogallo             | Maria Leopoldina d'Asburgo-Lorena          |  |  |       |  |  |                              |  |  |                                       |  |
| Carlo I del Portogallo          |                              | Maria II del Portogallo             |                                            |  |  |       |  |  |                              |  |  |                                       |  |
|                                 |                              | Vittorio Emanuele II d'Italia       | Carlo Alberto di Savoia                    |  |  |       |  |  |                              |  |  |                                       |  |
|                                 |                              | Vittorio Emanuele II d'Italia       | Carlo Alberto di Savoia                    |  |  |       |  |  |                              |  |  |                                       |  |
|                                 |                              | Vittorio Emanuele II d'Italia       | Maria Teresa d'Asburgo-Lorena              |  |  |       |  |  |                              |  |  |                                       |  |
| Maria Pia di Savoia             |                              | Vittorio Emanuele II d'Italia       |                                            |  |  |       |  |  |                              |  |  |                                       |  |
|                                 |                              | Maria Adelaide d'Asburgo-Lorena     | Ranieri Giuseppe d'Asburgo-Lorena          |  |  |       |  |  |                              |  |  |                                       |  |
|                                 |                              | Maria Adelaide d'Asburgo-Lorena     | Ranieri Giuseppe d'Asburgo-Lorena          |  |  |       |  |  |                              |  |  |                                       |  |
|                                 |                              | Maria Adelaide d'Asburgo-Lorena     | Maria Elisabetta di Savoia-Carignano       |  |  |       |  |  |                              |  |  |                                       |  |
| Luigi Filippo di Braganza       |                              | Maria Adelaide d'Asburgo-Lorena     |                                            |  |  |       |  |  |                              |  |  |                                       |  |
|                                 | Ferdinando Filippo d'Orléans | Luigi Filippo di Francia            |                                            |  |  |       |  |  |                              |  |  |                                       |  |
|                                 | Ferdinando Filippo d'Orléans | Luigi Filippo di Francia            |                                            |  |  |       |  |  |                              |  |  |                                       |  |
|                                 | Ferdinando Filippo d'Orléans | Maria Amalia di Borbone-Due Sicilie |                                            |  |  |       |  |  |                              |  |  |                                       |  |
| Luigi Filippo Alberto d'Orléans | Ferdinando Filippo d'Orléans |                                     |                                            |  |  |       |  |  |                              |  |  |                                       |  |
|                                 |                              | Elena di Meclemburgo-Schwerin       | Federico Ludovico di Meclemburgo-Schwerin  |  |  |       |  |  |                              |  |  |                                       |  |
|                                 |                              | Elena di Meclemburgo-Schwerin       | Federico Ludovico di Meclemburgo-Schwerin  |  |  |       |  |  |                              |  |  |                                       |  |
|                                 |                              | Elena di Meclemburgo-Schwerin       | Carolina Luisa di Sassonia-Weimar-Eisenach |  |  |       |  |  |                              |  |  |                                       |  |
| Amelia d'Orléans                |                              | Elena di Meclemburgo-Schwerin       |                                            |  |  |       |  |  |                              |  |  |                                       |  |
|                                 |                              | Antonio d'Orléans                   | Luigi Filippo di Francia                   |  |  |       |  |  |                              |  |  |                                       |  |
|                                 |                              | Antonio d'Orléans                   | Luigi Filippo di Francia                   |  |  |       |  |  |                              |  |  |                                       |  |
|                                 |                              | Antonio d'Orléans                   | Maria Amalia di Borbone-Due Sicilie        |  |  |       |  |  |                              |  |  |                                       |  |
| Maria Isabella d'Orléans        |                              | Antonio d'Orléans                   |                                            |  |  |       |  |  |                              |  |  |                                       |  |
|                                 |                              | Luisa Ferdinanda di Borbone-Spagna  | Ferdinando VII di Spagna                   |  |  |       |  |  |                              |  |  |                                       |  |
|                                 |                              | Luisa Ferdinanda di Borbone-Spagna  | Ferdinando VII di Spagna                   |  |  |       |  |  |                              |  |  |                                       |  |
|                                 |                              | Luisa Ferdinanda di Borbone-Spagna  | Maria Cristina di Borbone-Due Sicilie      |  |  |       |  |  |                              |  |  |                                       |  |
|                                 |                              | Luisa Ferdinanda di Borbone-Spagna  |                                            |  |  |       |  |  |                              |  |  |                                       |  |